# Lastras del Pozo
Lastras del Pozo – gmina w Hiszpanii, w prowincji Segowia, w Kastylii i León, o powierzchni 32,51 km². W 2011 roku gmina liczyła 87 mieszkańców.